# Turcs de Bulgarie
Les Turcs de Bulgarie constituent près de 8,4 % de la population bulgare en 2021, et représentent ainsi la plus grande minorité du pays.

## Histoire

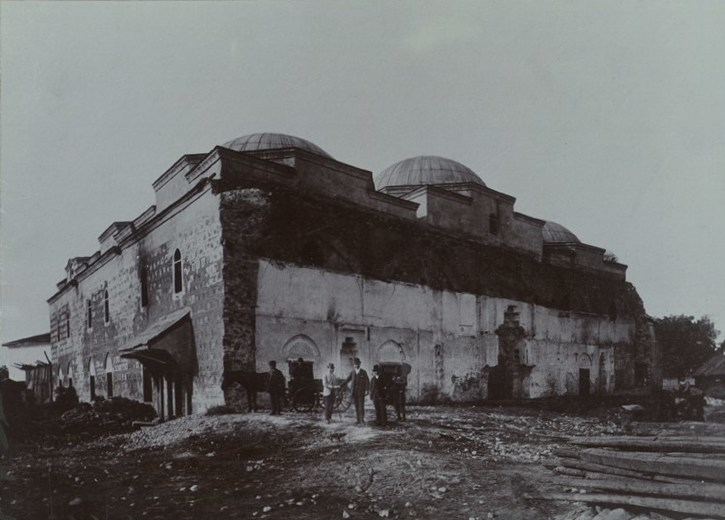
Ancienne Grande Mosquée de Sofia aujourd'hui le Musée archéologique national

La communauté turque de Bulgarie est implantée, surtout à l'est du pays, depuis de nombreux siècles. Sa constitution est le fruit de plusieurs vagues migratoires à différentes époques et de différents horizons :
- Du VIIe au XIIe siècle, divers peuples turcophones, tels que les Onoghours également appelés Proto-Bulgares, les Petchénègues et les Coumans s’implantèrent dans la région de l'actuelle Bugarie, tantôt de manière indépendante, tantôt comme mercenaires des États de l’époque (Empire byzantin et Premier Empire bulgare) et adoptèrent le christianisme oriental. Ces peuples se sont en grande partie assimilés aux Bulgares de souche slave, mais une partie resta turcophone (parmi leurs descendants chrétiens on compte les Gök-Oghouzes, originaires de Bulgarie mais transplantés dans le Boudjak en 1812).
- Au XIIIe siècle arrivèrent les Tatars de la Horde d'or et au XVe siècle ceux du Khanat de Crimée, là encore tantôt de manière indépendante, tantôt comme mercenaires des États de l’époque (Second Empire bulgare et Despotat de Dobroudja), et y adoptèrent, cette fois l’islam sunnite.
- Au XIVe siècle vinrent des Turcs ottomans, musulmans, qui firent de la Bulgarie trois des provinces de leur empire (Ton-ili ou province du Danube, Özi-ili ou province de la mer Noire, et Rum-ili ou province de Macédoine et de Thrace), et y colonisèrent aussi des bergers Turcs seldjoukides venus d’Anatolie et appelés Konariotes ; en outre, de nombreux Bulgares de souche se convertirent à l’islam pour échapper à la double-capitation sur les chrétiens (Kharâj) et au devchirmé (παιδομάζωμα : razzia des enfants, pour en faire des janissaires) : ce sont les Pomaques dont une partie adopta la langue turque, grossissant d’autant le nombre de Turcs, bien qu'il existe également des bulgares convertis qui ne se dénomment pas Pomaques.
- En 1812, l’Empire russe annexa le Boudjak, jusqu’alors territoire ottoman situé au nord des bouches du Danube, où vivaient des populations turques. Les Tsars imposèrent alors à l’Empire ottoman un transfert de populations : les Turcs et Tatars musulmans du Boudjak sont expulsés vers la Bulgarie encore ottomane, en échange d’un nombre équivalent (autour de vingt mille familles) de Bulgares orthodoxes, ancêtres des Bulgares d’Ukraine.
- Dans la seconde moitié XXe siècle en revanche, la communauté turque, victime de discriminations de la part du régime communiste de Todor Jivkov, diminue de plusieurs dizaines de milliers de familles qui émigrent vers la Turquie.
- En 1989, l'État bulgare a entrepris le plus grand programme de nettoyage ethnique de la guerre froide en Europe, depuis l'après-guerre et l'expulsion des Allemands d'Europe de l'Est. Dans une tentative de renforcer sa propre légitimité alors que le communisme s'effondrait dans tout le bloc de l'Est, le régime de Jivkov a eu recours au nationalisme bulgare. Il décide d'expulser tous ceux Turcs de Bulgarie jugés « non bulgarisables »[9]:1–3. Entre le 30 mai et le 22 août 1989, entre 310 000 et 322 000 Turcs bulgares ont été expulsés vers la Turquie. Avec d'autres expulsés plus tôt et des membres de la famille qui ont émigré pour rejoindre les expulsés ou qui ont émigré après l'effondrement de l'État communiste le 10 novembre 1989, environ 360 000, voire 400 000, des Bulgares turcs ont quitté la Bulgarie pour la Turquie[9]:1–3. Le 29 décembre 1989, le PCB a abandonné sa politique d'assimilation forcée envers les Turcs ethniques, craignant que les 400 000 restants n'émigrent également et n'accélèrent l'effondrement de l'économie. La campagne de nettoyage ethnique était sans précédent dans la mesure où les politiques ont finalement été inversées et, à la fin des années 1990, environ 40 % des expulsés sont retournés en Bulgarie. Bien qu'environ 77 000 rapatriés aient été rendus sans abri par la confiscation de leurs biens, une loi adoptée en juillet 1992 a restitué les biens saisis. Contrairement aux campagnes de nettoyage ethnique ultérieures des guerres yougoslaves, la campagne de nettoyage ethnique bulgare n'a pas été causée par une guerre ou un effondrement de l'État et n'a entraîné aucune guerre[9]:1–3.
- Au recensement de 2001, il restait en Bulgarie 713 000 Turcs soit environ 9 % de la population[10]. Du point de vue confessionnel, ce sont pour la plupart des sunnites de rite hanafite.

## Démographie
Répartition des Turcs de Bulgarie par province, selon le recensement bulgare de 2021,.
| Provinces      | Turcs (nombre) | Turcs (pourcentage) | Population total |
| -------------- | -------------- | ------------------- | ---------------- |
| Kardjali       | 83,280         | 59.0%               | 141,177          |
| Razgrad        | 49,318         | 47.8%               | 103,223          |
| Burgas         | 47,286         | 12.4%               | 380,286          |
| Choumen        | 44,263         | 29.2%               | 151,465          |
| Plovdiv        | 39,585         | 6.2%                | 634,497          |
| Targovichté    | 34,729         | 35.4%               | 98,144           |
| Silistra       | 34,392         | 35.1%               | 97,770           |
| Varna          | 25,678         | 5.9%                | 432,198          |
| Haskovo        | 25,555         | 11.9%               | 215,565          |
| Roussé         | 23,958         | 12.4%               | 193,483          |
| Dobritch       | 18,835         | 12.5%               | 150,146          |
| Blagoevgrad    | 14,028         | 4.8%                | 292.227          |
| Sliven         | 13,217         | 7.7%                | 172,690          |
| Stara Zagora   | 12,170         | 4.1%                | 296,507          |
| Veliko Tarnovo | 11,348         | 5.5%                | 207,371          |
| Pazardjik      | 6,782          | 3.0%                | 229,814          |
| Sofia (ville)  | 5,881          | 0.5%                | 1,274,290        |
| Pleven         | 5,367          | 2.4%                | 226,120          |
| Gabrovo        | 4,723          | 4.8%                | 98,387           |
| Smolyan        | 3,049          | 3.2%                | 96,284           |
| Lovetch        | 2,789          | 2.4%                | 116,394          |
| Yambol         | 994            | 0.9%                | 109,963          |
| Vratsa         | 424            | 0.3%                | 152,813          |
| Sofia (oblast) | 342            | 0.1%                | 231,989          |
| Montana        | 136            | 0.1%                | 119,950          |
| Pernik         | 128            | 0.1%                | 114,162          |
| Vidin          | 65             | 0.1%                | 75,408           |
| Kyoustendil    | 56             | 0.1%                | 111,736          |
| Total          | 508,378        | 7.80%               | 6,519,789        |

## Religion
L'identité islamique reste forte, avec 447 893 personnes, soit 89,1 % de Turcs bulgares s'identifiant comme musulmans lors du recensement de 2021. Cependant, conformément à la sécularisation de la société bulgare, ce nombre est en baisse depuis les années 1990. En 2001, il y avait environ 10 052 Turcs chrétiens (soit 1,3 %), mais contrairement aux Bulgares, ils sont répartis à parts presque égales entre orthodoxes, catholiques et protestants,.